# Amphianthus islandicus
Amphianthus islandicus is een zeeanemonensoort uit de familie Hormathiidae.
Amphianthus islandicus is voor het eerst wetenschappelijk beschreven door Carlgren in 1942.